# Gullbrand Elowson
Gullbrand Elowson (i riksdagen kallad Elowson i Karlstad), född 16 november 1835 i Älgå socken, Värmlands län, död 19 maj 1908 i Stockholm, kyrkobokförd i Karlstads stadsförsamling, Värmlands län, var en svensk skolman och politiker. 
Gullbrand Elowson var son till lantbrukaren och riksdagsmannen Elof Andersson och  kom från en värmländsk bondesläkt där flera förfäder representerat bondeståndet i riksdagen, blev filosofie doktor vid Uppsala universitet 1863 på en avhandling om grunderna för beräkning av livräntor och livförsäkringar. Han var blev docent i matematik vid Uppsala universitet 1864 samt lektor i matematik och fysik vid högre allmänna läroverket i Luleå samma år. Åren 1869–1905 blev han lektor i samma ämnen vid högre allmänna läroverket i Karlstad. Han avlade även prästexamen 1876.
I Karlstad var han ledamot i stadsfullmäktige 1873–1892 och var fullmäktiges ordförande 1883–1890. Han var också ordförande i stadens drätselkammare 1879–1881.
Han var riksdagsledamot i andra kammaren från andra lagtima riksmötet 1887 till sin död 1908, fram till 1896 för Karlstads och Filipstads valkrets och därefter för Karlstads valkrets. I riksdagen var han bland annat ledamot i konstitutionsutskottet 1891–1896 och 1903–1906, från och med första urtima riksmötet 1905 som utskottets vice ordförande. I riksdagen tillhörde han Andra kammarens center 1889–1894 och Frihandelsvänliga centern 1895–1897, varefter han var vilde 1898–1899. Åren 1900–1906 tillhörde han Liberala samlingspartiet, men från 1907 betecknade han sig som högervilde på grund av stridigheter mellan honom och den liberala partiledningen i frågan om proportionellt valsystem.
Vid 1904 års riksdag väckte Gullbrand Elowson en motion i rösträttsfrågan där han begärde proportionella val till båda kamrarna (den s. k. "dubbelproportionalismen") samt upprepade denna sin motion även följande år, utan att någondera gången därför vinna flertal. Då han i konstitutionsutskottet 1906 ställde sig bakom liberalen Alfred Peterssons förslag (det så kallade "Påboda"-förslaget), som gick i linje med hans egna tidigare motioner och som i sin tur lade grunden till Arvid Lindmans rösträttsproposition vid 1907 års riksdag, uppstod mellan Elowson och hans forna partikamrater en häftig schism, som bland annat vållade att majoriteten 1907 fråntog honom hans gamla plats i konstitutionsutskottet. 
Gullbrand Elowson är begravd på Västra kyrkogården i Karlstad.